# Arctia clostera
Arctia clostera là một loài bướm đêm thuộc phân họ Arctiinae, họ Erebidae.